# Cassida lineola
Cassida lineola — жук подсемейства щитоносок из семейства листоедов.

## Распространение
Встречается в палеарктическом регионе от Франции до Японии и в Восточном макрорегионе — на юге Тайваня.

## Экология и местообитания
Кормовыми растениями являются некоторые виды астровых (Asteraceae): полынь горькая (Artemisia absinthium), полынь австрийская (Artemisia austriaca), полынь полевая (Artemisia campestris) и полынь веничная (Artemisia scoparia).